# Kirchen (Ehingen)
Kirchen ist (mit den Weilern Mühlen, Stetten, Deppenhausen und dem Wohnplatz Mochental) ein Teilort der Großen Kreisstadt Ehingen (Donau) im Alb-Donau-Kreis in Baden-Württemberg. Der Ort wurde im Jahr 1972 nach Ehingen eingemeindet. Ortsvorsteher ist derzeit Roland Hess (Stand: 2024).

## Geschichte
Im Jahr 1091 wurde der Ort Kirchen zum ersten Mal als Chilicheim urkundlich erwähnt. Damals nannte sich der Edelfreie Werner Chilicheim nach dem Ort. Werner gehörte zur Herrschaft der Grafen von Wartstein. Seit dem 14. Jahrhundert wechselten sich mehrere Familien mit dem Besitz von Kirchen ab. Im Jahr 1621 verkauften die Herren von Remchingen zu Hohenentringen bei Tübingen den Ort an das Kloster Zwiefalten. Im Jahr 1803 wurde der Ort württembergisch. Im Jahr 1810 wurde der dortige Schultheiß auch für Deppenhausen, Mochental, Mühlen und Schlechtenfeld zuständig. Der Wohnplatz Stetten kam im Jahr 1939 hinzu.
Vermutlich bereits im 7. Jahrhundert wurde die Urkirche Sankt Martin errichtet. Sie wurde 1522 komplett abgetragen und vom Kloster Marchtal neu erbaut. Schriftlich erwähnt wurden Kirche und Pfarrei allerdings erstmals im Jahr 1275. Patronatsherr war Mitte des 14. Jahrhunderts Österreich. Im Jahr 1387 gelangte dann das Patronatsrecht an das Kloster Marchtal, in welches die Kirche auch inkorporiert wurde. Die heutige Pfarrkirche St. Martin wurde im 18. Jahrhundert erbaut. Der Turm ist vom spätgotischen Vorgängerbau übernommen worden. Der spätere Bischof Joannes Baptista Sproll war hier von 1909 bis 1912 Pfarrer.
Nach einer Volksabstimmung wurde Kirchen am 1. Mai 1972 nach Ehingen eingemeindet und ist dort einer von heute 17 Teilorten.

## Politik

### Ortschaftsrat
Dem Ortschaftsrat gehören nach der Kommunalwahl vom 9. Juni 2024 mit dem Ortsvorsteher als Vorsitzenden zehn Mitglieder an.
| Partei            | Stimmen | Sitze |
| Freie Bürgerliste | 99,00 % | 10    |

## Persönlichkeiten
- Albert Pfitzer (1912–2000), Direktor des Bundesrates (1951–1978)

## Sehenswürdigkeiten
Rund 500 Meter südlich von Kirchen liegt auf einem Hügel die St. Josephskapelle, die der Kirchener Pfarrer Johannes Dreher im Jahr 1702 errichten ließ. Der spätere Bischof Joannes Baptista Sproll war hier von 1909 bis 1912 Pfarrer. Ihm zu Ehren heißt das 1754 vom Kloster Zwiefalten erbaute Pfarrhaus nebenan, in dem früher das Rathaus und eine Schule untergebracht waren, „Bischof Sproll Gemeindehaus“.
Das Rathaus von Kirchen ist seit 1911 das alte Spritzen- und Molkereigebäude neben dem Gasthaus Hirsch.
An mehreren Brunnen im Dorf kommt ein Bach zum Vorschein, der früher die so genannte Obere Mühle (denkmalgeschützt, Baujahr 1689 laut Türsturz) des Klosters Zwiefalten antrieb. An seinem Ufer unterhalb des Ortes ist ein breiter, renaturierter Streifen angelegt, der zum „Kirchener See“ führt, einem kleinen idyllischen Weiher. Das Wasser fließt letztlich in die Schmiech.
Zwei interessante Erhebungen hat Kirchen: zum einen den Galgenberg, auf dem einst die Herrschaft eine Richtstätte betrieb und wo nun eine Friedenslinde und eine Bank für Wanderer steht. Und zum anderen das „Bürgele“, eine kleine Erhebung, auf der früher eine Talburg stand, und die vermutlich schon Werner von Chilicheim (Kirchen) bewohnte.
Neben dem herrschaftlichen Barockschloss Mochental mit dem weltweit ersten Besenmuseum, in dem die Galerie Schrade wechselnde Ausstellungen zeigt, ist auch die 1702 erbaute, etwa 500 Meter südlich von Kirchen gelegene Josephskapelle sehenswert. Auf ihren Hügel führt im Kreis ein Kreuzweg.
Der „Mühlener Dom“ ist eine Maria geweihte Kapelle, die weit über dem Teilort Mühlen steht. In Deppenhausen ist eine Kapelle von 1750 zu besichtigen, die Munderkingen gebaut haben muss.
Unter der Schirmherrschaft des Klosters Salem entstand in Stetten eine der schönsten Dorfkapellen der Umgebung. Es gibt außerdem das Felsställe zu entdecken, einen steinzeitliche Abri, und das Fuchstörle (beides bei Mühlen), die Schusterhöhle zwischen Schlechtenfeld und Kirchen und die so genannte Zigeunerhöhle am Gelben Felsen nahe der Straße
von Kirchen nach Mochental.
Kirchen verfügt über 682 Hektar Staatswald und 194 Hektar Gemeinde- und Stiftungswald sowie mehrere Fischweiher.

## Vereine
Das Dorfleben in Kirchen wird von vielen Vereinen geprägt. Bei den Sportfreunden Kirchen gibt es eine Fußball-, Tennis- und Turnabteilung. Des Weiteren gibt es einen Ski-Club mit einer Taekwondo-Abteilung. In der Musikkapelle Kirchen können Jung & Alt zusammen musizieren. Gesungen wird im Liederkranz und im Kirchenchor. Die Narrenzunft Kirchen organisiert jedes Jahr den Rosenmontagsumzug.